# Фон Штейн
фон Штейн (нем. von Stein) — дворянский род.

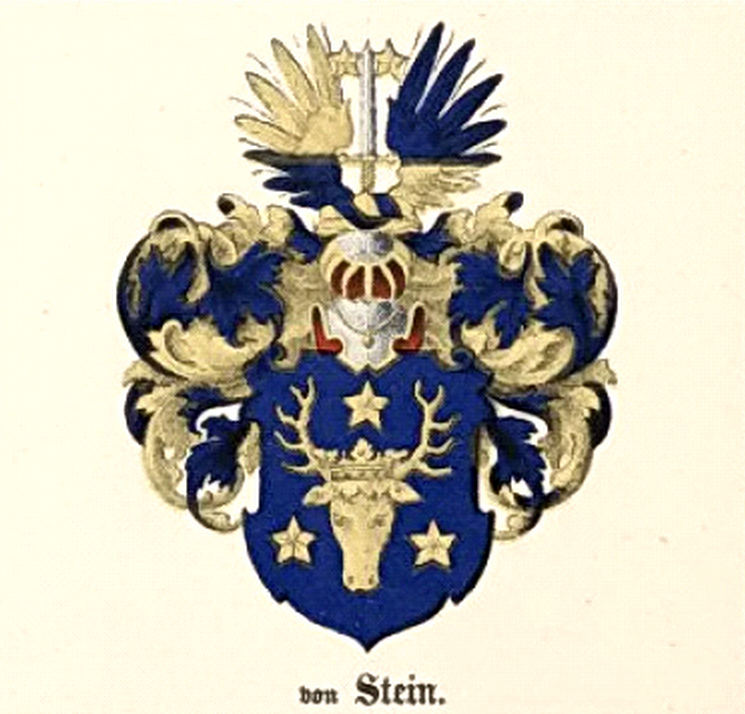
родовой герб остзейских Штейнов

Известны несколько русских дворянских родов «Штейн». Один из них внесён в Дворянскую Родословную Книгу Харьковской губернии, другой — Волынской.

## Описание герба
В чёрном щите три серебряных в золотой оправе алмазных четырёхугольных камня (два и один). В серебряной главе лазоревые ромбы в ряд.
Щит увенчан дворянским коронованным шлемом. Нашлемник: три чёрных страусовых пера, на среднем золотая монета. Намёт: чёрный, подложен серебром. Герб рода Штейн внесён в Часть 16 Общего гербовника дворянских родов Всероссийской империи, стр. 44.

## Известные представители
- Константин Львович фон Штейн (1829—1888) — генерал-лейтенант, первый начальник Тверского кавалерийского юнкерского училища[1]
- Сергей Владимирович фон Штейн (1882—1955) — царскосельский поэт, переводчик, критик[2], из дворян Волынской губернии[3]
- Наталья Владимировна фон Штейн (1885—1975) — родная сестра Сергея фон Штейна, супруга поэта В. Кривича, которой Н. Гумилёв посвятил одно из своих стихотворений в сборнике «Жемчуга»[2]